# Kamiona
Kamiona – wieś w Polsce położona w województwie dolnośląskim, w powiecie głogowskim, w gminie Żukowice.

## Podział administracyjny
W latach 1975–1998 miejscowość administracyjnie należała do województwa legnickiego.

## Zabytki
Do wojewódzkiego rejestru zabytków wpisane są obiekty:
- cmentarz przy niezachowanym kościele
- zespół dworski, z XVIII/XIX wieku
  - dwór
  - park